# Love Gourou
Pour plus de détails, voir Fiche technique et Distribution.
Love Gourou ou Le Gourou de l’amour (au Québec et au Nouveau-Brunswick) (The Love Guru) est un film américain réalisé par Marco Schnabel sorti en 2008.

## Synopsis
Darren Roanoke, célèbre joueur de hockey sur glace des Maple Leafs de Toronto, souffre de stress à cause de sa femme, Prudence Roanoke (Meagan Good), qui l'a trompé avec le gardien de but québécois Jacques « Le Coq » Grandé des Kings de Los Angeles. Le stress agite ses mains et influence ses performances.
Jane Bullard engage le gourou Maurice Pitka pour aider Darren à se détacher de son stress afin que son équipe puisse enfin réaliser de bonnes performances et gagner la Coupe Stanley.

## Récompenses
En 2009, ce film a reçu les Razzie Awards du pire film, pire acteur pour Mike Myers, et du pire scénario de l'année 2009.

## Fiche technique
- Titres français : Love Gourou ( France) et Le Gourou de l'amour ( Québec)
- Titre original : The Love Guru
- Réalisation : Marco Schnabel
- Scénario : Mike Myers, Graham Gordy
- Costume : Karen Patch
- Musique : George S. Clinton
- Producteur : Mike Myers, Michael De Luca, Donald J. Lee Jr.
- Société de production : Paramount
- Budget : 62 000 000 $
- Pays d'origine :  Allemagne,  États-Unis,  Royaume-Uni
- Langue originale : anglais américain et  canadien
- Format : couleur - 2,85:1 - 35 mm - son Dolby Digital, SDDS, DTS
- Genre : Comédie
- Durée : 88 minutes
- Date de sortie : 2008

## Distribution
Légende : Version Québécoise = VQ

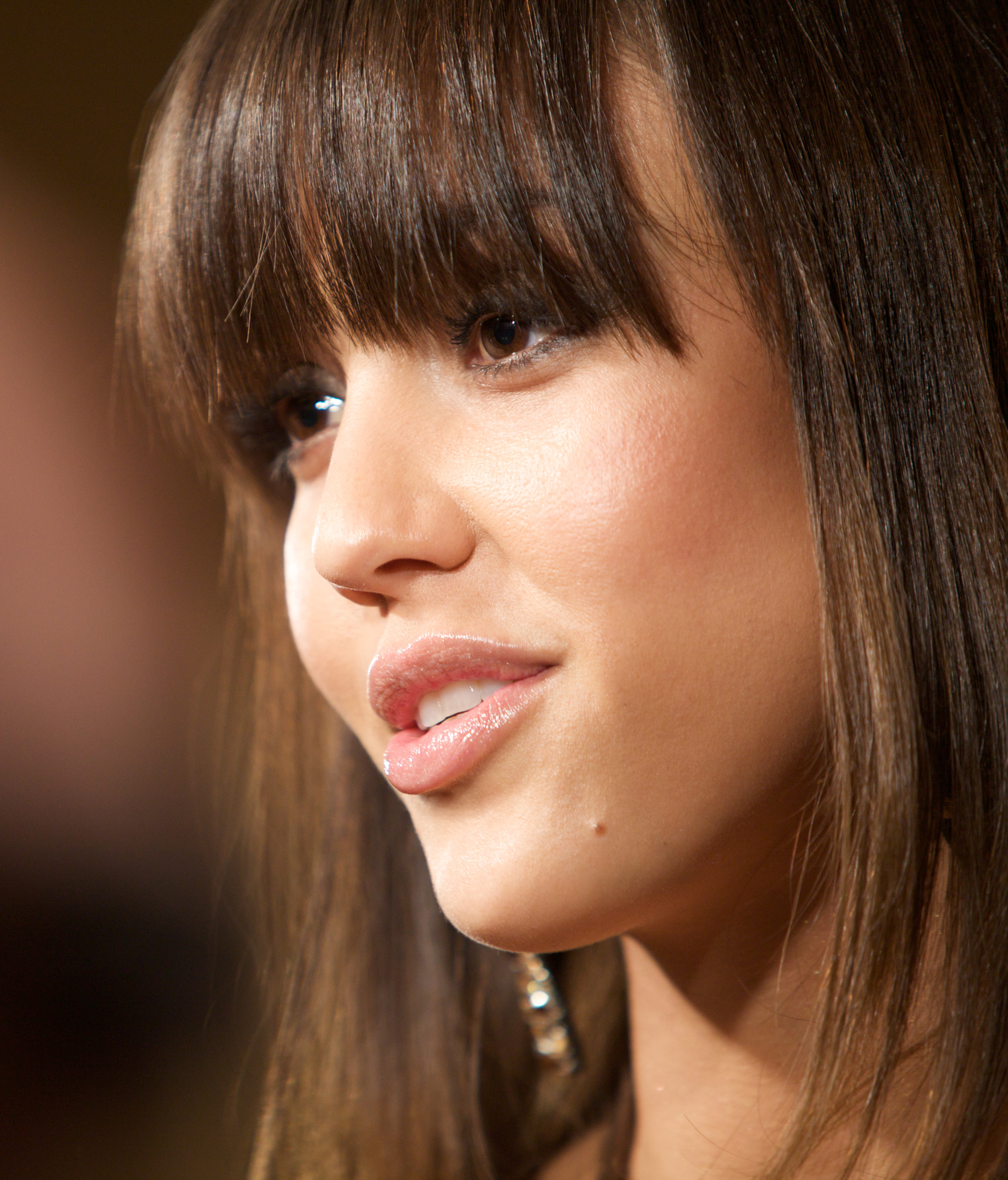
L'actrice principale Jessica Alba.

- Mike Myers (VF : Emmanuel Curtil ; VQ : Benoit Rousseau) : le gourou Maurice Pitka
- Jessica Alba (VF : Cécile d'Orlando ; VQ : Catherine Bonneau) : Jane Bullard
- Romany Malco (VF : Lucien Jean-Baptiste ; VQ : Thiéry Dubé) : Darren Roanoke
- Meagan Good (VQ : Marie-Lyse Laberge-Forest) : Prudence Roanoke
- Verne Troyer (VF : Gérard Loussine ; VQ : Hugolin Chevrette) : le coach Cherkov
- Justin Timberlake (VF : Donald Reignoux ; VQ : Nicolas Charbonneaux-Collombet) : Jacques « Le Coq » Grandé
- Telma Hopkins (VQ : Linda Roy) : Lillian Roanoke
- Manu Narayan (VF : Nessym Guetat) : Rajneesh, l'assistant de Pitka
- John Oliver (VF : Jean-Pierre Michaël ; VQ : François Godin) : Richard « Dick » Pants
- Ben Kingsley (VF : Gérard Rinaldi ; VQ : Vincent Davy) : le gourou Tugginmypudha
- Stephen Colbert (VF : Bruno Choël ; VQ : Yves Soutière) : Jay Kell
- Jim Gaffigan (VQ : Jacques Lavallée) : Trent Lueders
- Rob Huebel : le patron du bar (caméo)
- Omid Djalili : le gourou Satchabigknoba / Gagandeep Singh

### Apparitions
- Mike Myers
- Mariska Hargitay (VF : Dominique Dumont ; VQ : Mélanie Laberge)
- Jessica Simpson
- Kanye West
- Val Kilmer
- Morgan Freeman (voix)
- Rob Blake
- Deepak Chopra
- Oprah Winfrey
- Chris Rock

## Autour du film
- Toutes les chansons au sitar sont jouées par Mike Myers lui-même.
- La trame du film (les Maple Leafs de Toronto perdent la série 3 matchs à 0 et reviennent au score pour finalement gagner la coupe Stanley) est vraiment arrivée en 1942, mais contre les Red Wings de Détroit
- Disaster Movie parodie ce film.
- La chanson de la fin est une reprise de The Joker de Steve Miller Band.